# Lasioglossum bidentatum
Lasioglossum bidentatum är en biart som först beskrevs av Cameron 1898.  Lasioglossum bidentatum ingår i släktet smalbin, och familjen vägbin. Inga underarter finns listade i Catalogue of Life.